# Parahathlia rotundipennis
Parahathlia rotundipennis là một loài bọ cánh cứng trong họ Cerambycidae.